# بوی گندم (فیلم ۱۳۵۶)
بوی گندم عنوان فیلمی اجتماعی به کارگردانی امیر مجاهد و فرزان دلجو ساخته شده در سال ۱۳۵۶ هجری خورشیدی می‌باشد.

## خلاصه داستان
سیامک، اسی و تقی سه دوست آس و پاس هستند. تقی معتاد است و نصیحت‌های سیامک را برای ترک اعتیاد نمی‌پذیرد. سیامک با گندم آشنا می‌شود که رختشوی یک هنرستان دخترانه است. مسئولان هنرستان پس از این که متوجهٔ ارتباط سیامک و گندم می‌شوند او را اخراج می‌کنند.که ابراهیم حامدی  در نقش دزد معتاد بازی کرده است 
گندم، که بیماری قلبی دارد، به توصیهٔ پزشک بایستی برای معالجه به اروپا برود. سیامک برای تهیهٔ هزینهٔ سفر و معالجهٔ گندم به همکاری با نصرت تن می‌دهد که کارش توزیع مواد مخدر است، با دیدن عکس گندم درمی یابد که گندم همان دختری است که او چند سال پیش از شهرستان آورده و به خودفروشی واداشته است. نصرت با تهدید گندم را از سیامک دور می‌کند. تقی می‌میرد و سیامک نیز معتاد می‌شود. گندم که قصد خودکشی دارد به توصیهٔ زنی به نام پری، که برای نصرت کار می‌کند، تصمیم به فرار می‌گیرد. سیامک او را با گذرنامه به فرودگاه می‌فرستد و به قصد سرقت از گاوصندوق نصرت به محل کار او می‌رود. سیامک زخمی می‌شود و سوار بر موتور به طرف فرودگاه می‌رود. هواپیما پرواز می‌کند و سیامک بر اثر تصادف جان می‌دهد.

## بازیگران
- محمد دلجو
- آیلین ویگن
- ابراهیم حامدی
- شهرام شب پره
- عنایت بخشی
- اشرف ساغر